# Rudolf Stephan
Rudolf Stephan (* 3. April 1925 in Bochum; † 29. September 2019 in Berlin) war ein deutscher Musikwissenschaftler.

## Leben
Stephan ging nach Unterricht am Kirchenmusikalischen Institut Heidelberg (bei Wolfgang Fortner, zusammen mit Hans Werner Henze) und der Aufnahme eines musikwissenschaftlichen Studiums an der Universität Heidelberg (bei Heinrich Besseler) an die Universität Göttingen, an der er 1950 mit der Arbeit Die Tenores der Motetten ältesten Stils von Rudolf Gerber promoviert wurde; zu seinen Kommilitonen gehörten Carl Dahlhaus, Ludwig Finscher und Joachim Kaiser. Einem breiteren deutschsprachigen Publikum wurde er als Herausgeber von Das Fischer Lexikon, Band 5, Musik (erschienen in der Fischer Bücherei, Frankfurt am Main 1957) bekannt. Stephans 1958 erschienenes Buch Neue Musik. Versuch einer kritischen Einführung (Vandenhoeck und Ruprecht, Göttingen) fand die Zustimmung Theodor W. Adornos, mit dem er in der Folgezeit verbunden blieb, u. a. durch gemeinsame Rundfunkgespräche. 1963 habilitierte er sich in Göttingen mit Antiphonar-Studien.
Von 1965 bis 1976 war Stephan Herausgeber der Veröffentlichungen des Instituts für Neue Musik und Musikerziehung Darmstadt. 1967 nahm er einen Ruf auf eine Professur für Historische Musikwissenschaft am Institut für Musikwissenschaft (heute: Institut für Theaterwissenschaft, Seminar für Musikwissenschaft) der Freien Universität Berlin an; seit 1990 war er Emeritus. Seine Kollegen am Berliner Institut waren die Musikwissenschaftler Tibor Kneif und Klaus Kropfinger, ab 1989 auch Jürgen Maehder, der von 1990 bis 1992 Geschäftsführender Direktor war; Stephans Nachfolger wurde 1992 Albrecht Riethmüller.
Stephans Forschungsschwerpunkte lagen in der jüngeren Musikgeschichte seit dem 18. Jahrhundert und insbesondere der Musik der ersten Hälfte des 20. Jahrhunderts; wegweisende Beiträge leistete er für die Revision des Bilds des Werks von Gustav Mahler, Hans Pfitzner, Max Reger und Paul Hindemith sowie für die Erkenntnis der musikgeschichtlichen Bedeutung der Zweiten Wiener Schule um Arnold Schönberg, Alban Berg und Anton Webern. Als Herausgeber war Stephan maßgeblich an den Gesamtausgaben der Musikalischen Werke Arnold Schönbergs und Alban Bergs beteiligt.
Zu Stephans Schülern zählen die Musikwissenschaftlerinnen und Musikwissenschaftler Rüdiger Albrecht, Reinhold Brinkmann (1934–2010), Regina Busch, Károly Csipák, Klaus Ebbeke (1957–1992), Thomas F. Ertelt, Werner Grünzweig, Heribert Henrich, Reinhard Kapp, Ulrich Krämer, Claudia Maurer Zenck, Adolf Nowak, Wolfgang Rathert, Christian Martin Schmidt, Matthias Schmidt, Martina Sichardt und Lotte Thaler sowie der Musikpädagoge Bernd Riede. Langjähriger Assistent Stephans in Berlin war der Musikwissenschaftler Andreas Traub.

## Auszeichnungen (Auswahl)
- Festschrift: Werk und Geschichte: musikalische Analyse und historischer Entwurf; Rudolf Stephan zum 75. Geburtstag; mit einem Verzeichnis der Schriften Rudolf Stephans, hrsg. im Auftrag des Staatlichen Instituts für Musikforschung Preußischer Kulturbesitz von Thomas Ertelt.
- Österreichische Ehrenkreuz für Wissenschaft und Kunst I. Klasse (2016)
- Großes Goldene Ehrenzeichen der Republik Österreich